# Firedance
Firedance è il terzo e ultimo singolo estratto da Gotthard, l'eponimo album di debutto pubblicato dalla rock band svizzera Gotthard nel 1992. È stato pubblicato sia singolarmente che assieme a Downtown.
Il brano si contraddistingue per la partecipazione speciale del chitarrista Vivian Campbell, che suona anche in Get Down.
Nonostante si tratti di un successo minore, è diventato negli anni uno dei pezzi più famosi nei concerti dal vivo della band, durante i quali veniva spesso seguito da una sfida alla batteria tra Hena Habegger e Steve Lee. Un esempio di ciò lo si ha nei DVD More Than Live e Made in Switzerland.

## Tracce
CD-Maxi Ariola 665-349
1. Firedance – 6:12 (Steve Lee, Leo Leoni, Chris von Rohr)
2. Take Me – 3:43 (Lee, Leoni)
3. Get Down – 3:22 (von Rohr, Mauser)

CD-Maxi Ariola 665-090
1. Downtown – 3:04 (Lee, Leoni)
2. Firedance – 6:12 (Lee, Leoni, von Rohr)
3. Hush – 4:04 (Joe South)
4. Angel – 5:31 (Lee, Leoni)